# Gerhard Richter
Gerhard Richter (født 9. februar 1932 i Dresden) er en tysk maler, billedhugger og fotograf.

## Biografi
Gerhard Richter studerede ved Kunstakademiet i Dresden og Kunstakademiet i Düsseldorf. Han har undervist ved flere kunstskoler og var fra 1971 til 1993 professor ved akademiet i Düsseldorf. Richter flyttet fra Düsseldorf til Köln i begyndelsen af 1980'erne. Gerhard Richter har haft flere store udstillinger i både Europa og USA. 

## Værker
Richter er kendt for sine "fotomalerier", særlig landskabsbilleder, og sine abstrakte malerier. Hans værker har en spænding mellem den afbilledede virkelighed og aktualiteten i malerier; processen og materialet. 
I sine fotomalerier begynder han med et fotografi – enten et han selv har taget eller et han har fundet – som han projicerer på et lærred og tegner efter det. Han benytter så de samme farver som i fotografiet og maler over det. Et af hans kendetegn er en sløret overflade, som giver billedet et fotografisk udtryk og samtidig fungerer som et bevis på malerens handlinger. 

## Genre
Sammen med Sigmar Polke og Konrad Lueg arbejdede han inden for genren kapitalistisk realisme·
, som i begyndelsen af 1960erne voksede frem i Düsseldorf.
Gerhard Richter blev tildelt Wolfprisen i 1995.